# Henry Varnier
Pour les articles homonymes, voir Varnier.
 (mars 2021).
 (mars 2021).
 (mars 2021).
La mise en forme du texte ne suit pas les recommandations de Wikipédia : il faut le « wikifier ».
Les points d'amélioration suivants sont les cas les plus fréquents :
- Les titres sont pré-formatés par le logiciel. Ils ne sont ni en capitales, ni en gras.
- Le texte ne doit pas être écrit en capitales (les noms de famille non plus), ni en gras, ni en italique, ni en « petit »…
- Le gras n'est utilisé que pour surligner le titre de l'article dans l'introduction, une seule fois.
- L'italique est rarement utilisé : mots en langue étrangère, titres d'œuvres, noms de bateaux, etc.
- Les citations ne sont pas en italique mais en corps de texte normal. Elles sont entourées par des guillemets français : « et ».
- Les listes à puces sont à éviter, des paragraphes rédigés étant largement préférés. Les tableaux sont à réserver à la présentation de données structurées (résultats, etc.).
- Les appels de note de bas de page (petits chiffres en exposant, introduits par l'outil «  Source ») sont à placer entre la fin de phrase et le point final[comme ça].
- Les liens internes (vers d'autres articles de Wikipédia) sont à choisir avec parcimonie. Créez des liens vers des articles approfondissant le sujet. Les termes génériques sans rapport avec le sujet sont à éviter, ainsi que les répétitions de liens vers un même terme.
- Les liens externes sont à placer uniquement dans une section « Liens externes », à la fin de l'article. Ces liens sont à choisir avec parcimonie suivant les règles définies. Si un lien sert de source à l'article, son insertion dans le texte est à faire par les notes de bas de page.
- La présentation des références doit suivre les conventions bibliographiques. Il est recommandé d'utiliser les modèles {{Ouvrage}}, {{Chapitre}}, {{Article}}, {{Lien web}} et/ou {{Bibliographie}}. Le mode d'édition visuel peut mettre en forme automatiquement les références.
- Insérer une infobox (cadre d'informations à droite) n'est pas obligatoire pour parachever la mise en page.

Pour une aide détaillée, merci de consulter Aide:Wikification.
Si vous pensez que ces points ont été résolus, vous pouvez retirer ce bandeau et améliorer la mise en forme d'un autre article.
Pierre, Henry, Léon Varnier, dit Henry Varnier, né le 9 décembre 1826 à Bourg-lès-Valence (Drôme) et mort le 28 août 1896 à Oran (Algérie), est un sculpteur français.
Il est connu pour des réalisations de grande taille que l'on peut voir dans des musées nationaux ou des établissements publics. Il a également réalisé de nombreux bustes dans le cercle familial, qui ont été transmis aux générations suivantes.

## Biographie
Ses parents, Jean-Pierre Varnier et Julie Destrés, l'inscrivent à l'école des beaux-arts[Quand ?].(Source La Gazette Dauphinoise).
Le 9 avril 1850, il épouse à Valence (Drôme) Aimée Milhot de Vernoux, parente d'Antoine Guillin du Montet et de son frère Marie-Aimé Guillin du Montet qui se sont manifestés pendant la révolution française de 1789. Henry et Aimée Varnier ont trois enfants : Marcelle, Pierre et Julien.
À partir de 1851, il vit à Paris où il côtoie les milieux artistiques qui lui sont chers.
Elève de François Jouffroy (1806-1882) aux beaux-arts de Paris, il exerce comme professeur de dessin et expose dans divers salons.
Sa santé le contraint à se retirer en Algérie où il retrouve une partie de sa famille (son frère Adolphe a épousé le même jour Sophie, sœur de Aimée) déjà installée depuis plusieurs années.
Henry Varnier meurt à Oran (Algérie) où il est enterré le 28 août 1896.

## Œuvres de Henry Varnier
- une statue de «Chloris», belle naïade qui se trouve dans les jardins du musée de Valence et pour laquelle il reçoit une médaille en 1859.
- une statue funéraire et des médaillons situés sur la tombe de Léontine Spiegel au Cimetière du Montparnasse.
- autre sculpture représentant une jeune fille allongée sur la tombe de Marie-Louise Marin au cimetière du Montparnasse.
- une sculpture représentant «Callihroé» qui se trouve au musée de Vesoul.
- un «homme assis» 1897 au musée de Valence.
- un buste de «Choron» au musée de Valence.
- «La Gloire» fronton sur la galerie du bord de l'eau au musée du Louvre.
- une statue représentant «l'indépendance» dans le grand foyer de l'opéra Garnier.
- un «Saint Jean» à l'église de la Sainte-Trinité de Paris.
- Le fronton de l'hôtel de ville à Oran en Algérie.

## Galerie

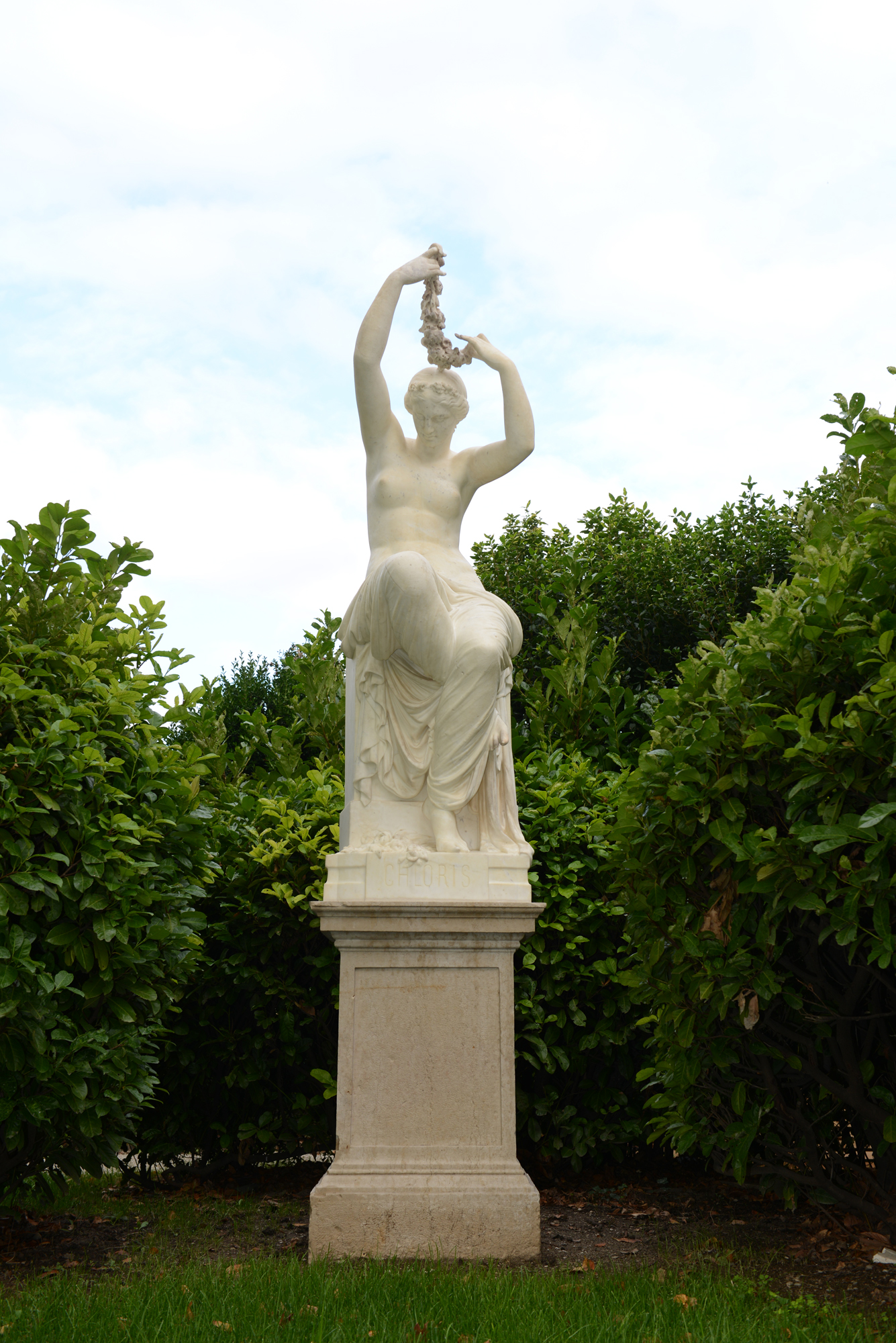
Chloris musée de Valence.
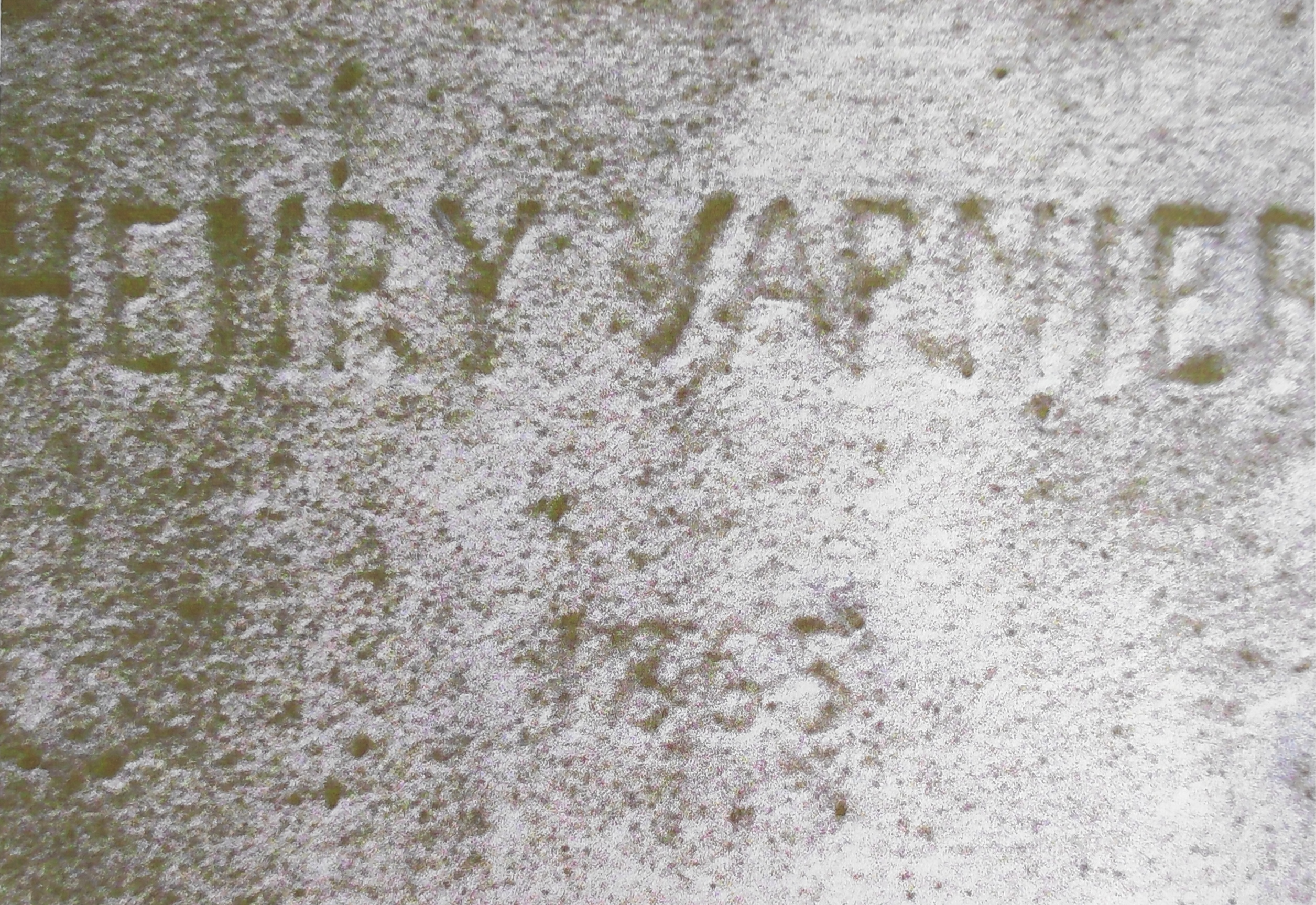
Signature sur la tombe de Léontine Spiegel.
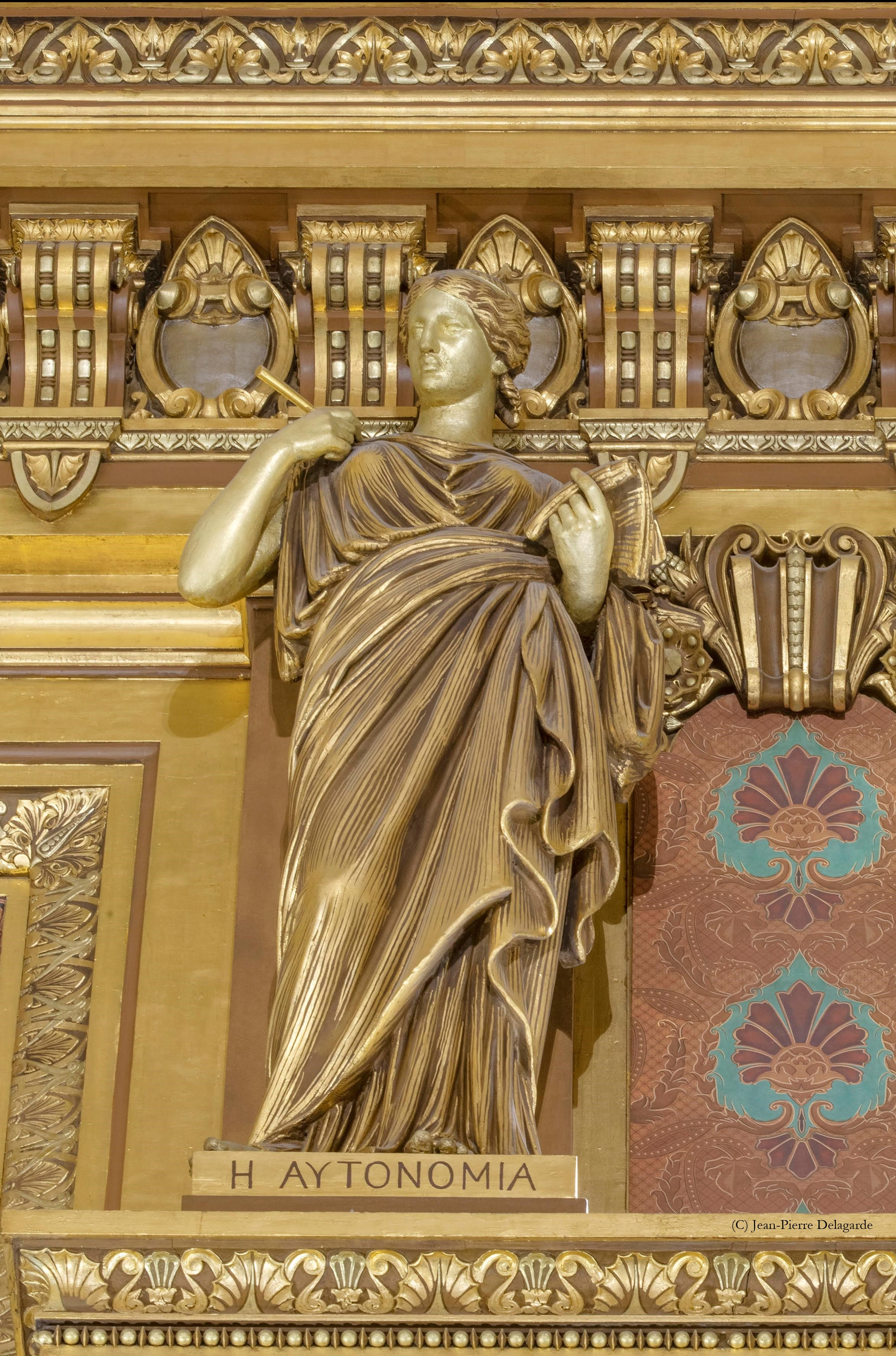
L'indépendance, Opéra Garnier.
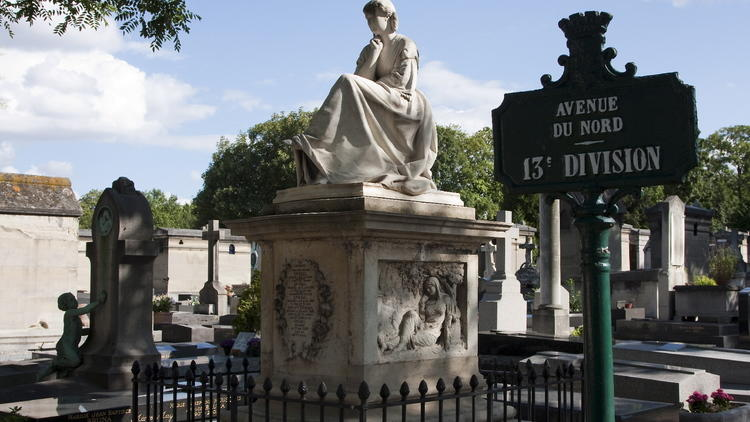
Tombe de Léontine Spiegel, cimetière du Montparnasse.
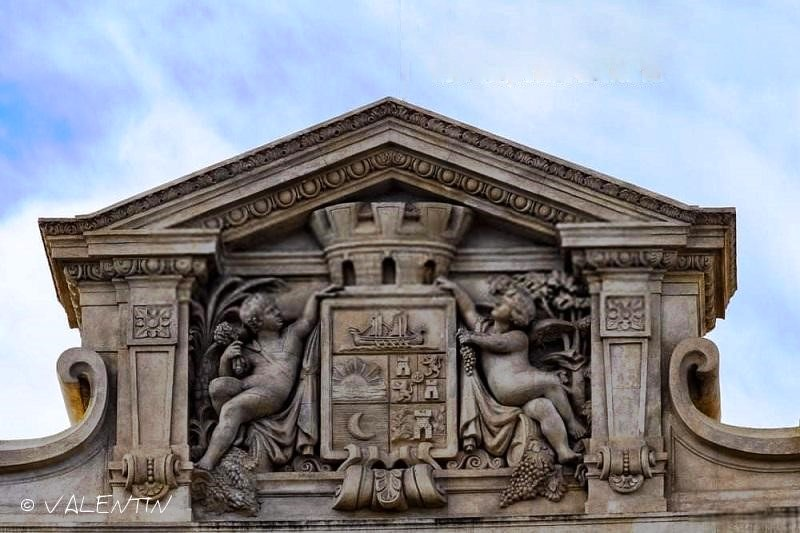
Fronton de l'hôtel de ville d'Oran.
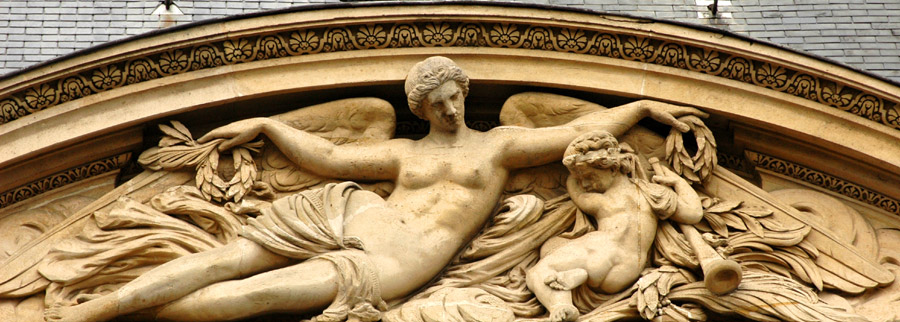
La Gloire, musée du Louvre.